# 格利泽783
格利泽783，又名HD 191408、CD-3613940，SAO 211885、HR 7703，是一颗恒星，视星等为5.32，位于銀經5.26，銀緯-30.91，其B1900.0坐标为赤經20h 4m 37.7s，赤緯-36° -30.91′ 9″。